# Łusareczek matowy
Łusareczek matowy (Nomioides minutissimus) – gatunek samotnej pszczoły z rodziny smuklikowatych (Halictidae).

## Taksonomia
Gatunek po raz pierwszy naukowo opisał w 1790 roku włoski entomolog Pietro Rossi, zaliczając go do rodzaju Apis i nadając mu nazwę Apis minutissima. Obecnie jest klasyfikowany w rodzaju Nomioides.

## Występowanie
Gatunek ten występuje od Wysp Kanaryjskich, przez południową Europę, po Toruń w Polsce i Iżewsk w Rosji na północy. Występuje także w południowo-zachodniej Azji, na stepach i pustyniach Azji Środkowej, po Mongolię i północne Chiny, a także północne Indie. W Polsce znajduje się jedno z najbardziej wysuniętych na północ stanowisk tego gatunku; w Polsce występuje na co najmniej kilkunastu stanowiskach.

## Charakterystyka
Bardzo mała pszczoła, o długości ciała 3,5–4,5 mm. Gatunek polilektyczny. Gniazduje w ziemi, preferuje siedliska piaszczyste, np. wydmy śródlądowe. Jest umieszczony w czerwonych księgach gatunków zagrożonych w Czechach i Niemczech. Międzynarodowa Unia Ochrony Przyrody uznaje go za gatunek najmniejszej troski (status tylko dla Europy), ze względu na szerokie rozprzestrzenienie, prawdopodobną dużą i stabilną populację, oraz brak poważnych zagrożeń dla gatunku.